# Pelophylax
Pelophylax – rodzaj płazów bezogonowych z rodziny żabowatych (Ranidae).

## Zasięg występowania
Rodzaj obejmuje gatunki występujące w Afryce Północnej, Europie, na Bliskim Wschodzie i na wschód przez Rosję, Kaukaz i Afganistan do południowego Rosyjskiego Dalekiego Wschodu i Chińskiej Republiki Ludowej do Korei, Japonii, Tajwanu; w Erytrei; wprowadzone na Wyspy Kanaryjskie; izolowane populacje występują w regionie Asir w zachodniej Arabii Saudyjskiej oraz w oazach we wschodniej Arabii Saudyjskiej i Bahrajnie.

## Systematyka
Rodzaj zdefiniował w 1843 roku austriacki zoolog Leopold Fitzinger w publikacji własnego autorstwa poświęconej systematyce gadów i płazów. Gatunkiem typowym jest (oryginalne oznaczenie) żaba jeziorkowa (P. lessonae).

### Etymologia
- Palmirana: łac. palma ‘dłoń’[5]; rana ‘żaba’[6].
- Pelophylax: gr. πηλος pēlos ‘glina, błoto’[7]; φυλαξ phulax, φυλακος phulakos  ‘stróż, strażnik, obserwator’, od φυλασσω phulassō ‘trzymać straż’[8] .
- Baliopygus: gr. βαλιος balios ‘cętkowany, nakrapiany’[9]; -πυγος -pugos ‘-zady’, od πυγη pugē ‘zad, kuper, pośladki’[10]. Gatunek typowy (późniejsze oznaczenie): Rana ridibunda Pallas, 1771[11].

### Podział systematyczny
Do rodzaju należą następujące gatunki:

- Pelophylax cretensis (Beerli, Hotz, Tunner, Heppich & Uzzell, 1994)
- Pelophylax demarchii (Scortecci, 1929)
- Pelophylax epeiroticus (Schneider, Sofianidou & Kyriakopoulou-Sklavounou, 1984)
- Pelophylax fukienensis (Pope, 1929)
- Pelophylax lessonae (Camerano, 1882) – żaba jeziorkowa[12]
- Pelophylax mongolius (Schmidt, 1925)
- Pelophylax nigromaculatus (Hallowell, 1861)
- Pelophylax perezi (López-Seoane 1885) – żaba pirenejska[13]
- Pelophylax plancyi (Lataste 1880)
- Pelophylax porosus (Cope, 1868)
- Pelophylax ridibundus (Pallas, 1771) – żaba śmieszka[12]
- Pelophylax saharicus (Boulenger, 1913)
- Pelophylax shqipericus (Hotz, Uzzell, Günther, Tunner & Heppich, 1987)

Kleptony (hybrydogeniczne mieszańce):
- Pelophylax kl. esculentus – żaba wodna (P. lessonae × P. ridibundus)
- Pelophylax kl. grafi (P. perezi × P. ridibundus)
- Pelophylax kl. hispanicus (P. bergeri × P. ridibundus lub P. kl. esculentus – nie ma pewności)

Taksony nieprzypisane do żywej lub wymarłej populacji (nomina inquirenda):
- Hyla ranaeformis Laurenti, 1768
- Hyla gibbosa Lacépède, 1788